# Eusebio (papa)
Eusebio (en griego antiguo: Εὐσέβιος, y en latín: Eusebius) (Grecia, Imperio bizantino; ¿?-Sicilia, Imperio romano; 17 de agosto del 309) fue el 31.er obispo de Roma y sucesor de san Pedro. Tuvo un pontificado corto, de cuatro meses, desde su elevación el 18 de abril hasta, probablemente, el 17 de agosto, en un año indeterminado entre 308 y 310.
Su biografía anterior al pontificado es desconocida, con datos proporcionados básicamente por el Liber Pontificalis. Su cronología también es confusa, aunque se le han atribuido días concretos de inicio y fin de su pontificado.
Fue el último papa antes de la promulgación de los primeros edictos de tolerancia hacia el cristianismo. Durante su corto mandato ya está presente la cuestión de aceptación o no de la vuelta de los cristianos que habían apostatado durante la persecución de Diocleciano. De hecho, el gran alboroto que se formó en Roma a raíz de esta discusión hizo que el emperador Majencio hiciera exiliar a Eusebio en la isla de Sicilia, donde el obispo murió al poco tiempo.
Es considerado papa de la Iglesia Católica en el Anuario Pontificio, que, además, indica que su pontificado se produjo en el año 309. Como en otros casos de los primeros papas, su cargo equivalía al de un obispo, y no será hasta siglos más tarde cuando se considere al obispo de Roma el máximo jefe de la Iglesia católica.
Es venerado como santo con la condición de mártir, aunque no se sabe cómo murió, el hecho de que fuera exiliado es considerado un mérito. Su festividad se celebra el 17 de agosto, aunque antiguamente había sido el 26 de septiembre.

## Biografía

### Orígenes
Sin datos de nacimiento y sin noticias de su vida anterior al pontificado, casi los únicos datos que se tienen son los que da el Liber Pontificalis. El autor lo hace griego de nacimiento y menciona que ejerció de médico antes de convertirse en obispo de Roma. Por otra, Louis de Cormenin menciona que Eusebi era hijo de un médico. Su nombre es de origen griego, derivación del nombre de la diosa griega de la piedad Eusebeia, que significa literalmente «de buenos sentimientos».

## Pontificado
Algunos autores apuntan que el año de su pontificado fue el 308, mientras que otros indican que reinó el 309 o el 310. Por su parte, la Santa Sede en su catálogo oficial, del Anuario Pontificio, sitúa su pontificado en 309. No hay consenso sobre el año del reo pontificado, pero tampoco sobre los días que lo hizo. El Catálogo Liberiano de la Cronografía del 354, no especificó el año, pero dice que reinó cuatro meses y dieciséis días, del 18 de abril al 17 de agosto. Angelo Di Berardino menciona que los días son probablemente incorrectos entre el 18 de abril y el 17 de agosto, hay menos de cuatro meses y dieciséis días. Por eso cree que la fecha final probablemente fue más tarde, más aún si se considera que antiguamente se le adjudica en el santoral el día 26 de septiembre.
El contexto histórico de este obispo romano es particular. Eusebio fue el último obispo de Roma antes del edicto de tolerancia del emperador Constantino, de hecho, su pontificado se encuentra al final de la persecución de Diocleciano, la última y quizás más cruel persecución contra los cristianos romanos. Sin embargo, la situación de la ciudad de Roma, que en estos años está controlada por Maximiano, parece que no afectó en gran medida a los clérigos de la ciudad, aunque sí es posible que se expoliaran sus bienes.
El clima de tranquilidad en la ciudad contrasta con el de la misma Iglesia, porque aparece un nuevo problema: el aumento de los apóstatas,que protegiéndose de la persecución habían obedecido a los edictos para garantizar su seguridad y la su vida. En la iglesia romana aparecen varias facciones, por un lado la facción de los apóstatas, que querrá volver a estar en comunión con el resto de cristianos, enfrentada con la facción más rigorista, encabezada por el predecesor de Eusebio, Marcelo I. Sin embargo, a pesar de formar parte del sector riguroso, Marcelo tuvo probablemente una posición intermedia, porque de hecho él aceptaba que pudieran volver, pero, por otra parte, creía necesaria la demanda de una fuerte penitencia adecuada a un acto tan grave como la apostasía. La discusión desembocó en una serie de altercados y luchas en las calles de Roma, que provocó el destierro de Marcelo, muriendo en el exilio el 16 de enero de 308.
Finalmente, el 28 de octubre de 306 en Roma se produce la autoproclamación de Majencio como emperador. Poco después este usurpador declaró el fin de la persecución y una temprana tolerancia hacia los cristianos del imperio, pero no les devolvió las propiedades incautadas durante la persecución de Diocleciano. Con este nuevo clima, más proclive al cristianismo, Majencio permitió la celebración de la nueva elección del obispo de la ciudad el 18 de abril de 308. Timothy Barnes afirma que el pontificado se produce en el 308, pero contempla también las opciones propuestas por otros autores. Independientemente de la divergencia en las fechas propuestas de pontificado, existe consenso en considerar que Eusebio fue elegido obispo de Roma después de una vacante de tres meses.

### Controversia de loslapsis
Como se ha mencionado, fruto de la persecución de Diocleciano, el número de apóstatas del cristianismo aumentaron. Existen pocos datos sobre este fenómeno. Una de las fuentes históricas es el epitafio de la tumba del mismo Eusebio, que fue colocada por el papa Dámaso I. De la inscripción se destila que con el fin de la persecución y llegada la paz, hubo una gran disensión interna dentro de la Iglesia romana por la controversia de readmisión de los apóstatas. Cabe mencionar que este epitafio ha llegado a época contemporánea gracias a transcripciones antiguas porque sólo se han conservado 46 fragmentos del original, junto con una copia de mármol del siglo VI, realizada para reemplazar el original. Estos hallazgos en la cripta de Eusebio, dentro de las catacumbas de San Calixto, fueron obra del arqueólogo italiano Giovanni Battista de Rossi entre 1852 y 1856.
Los apóstatas, denominados lapsis, habían renunciado a su fe por salvarse tanto durante la persecución de Diocleciano, como de otras persecuciones anteriores, y desde hacía algunos años buscaban volver al seno de la Iglesia,provocando tensiones. En la iglesia de Roma hay dos posturas diferentes sobre esta cuestión: la primera, más rigorista y representada por un tal Anáclito, defendía que los apóstatas no podían reconciliarse con la Iglesia y, por tanto, no podían volver a ella. La segunda, más laxa y abanderada por Heraclio, insistía en que a los lapsis debía permitirse volver a la comunidad sin tener que pasar por penitencia alguna. Aunque esta es la hipótesis que se cree más probable en la figura de Heracli, una segunda también apostaba a que él y sus seguidores eran mucho más rigurosos en la interpretación de la ley sagrada. Sin embargo, cabe mencionar que todavía existe otra teoría según la cual el propio Heraclio podía haber sido un apóstata que quería volver al culto cristiano y lideraba la facción de los lapsis presionando e intentando obligar por la fuerza a la readmisión de los apóstatas sin realizar ningún tipo de penitencia, lejos de lo que proponía Eusebio, que ocupaba una posición intermedia en el conflicto.
Como se ha mencionado, esta cuestión ya se había iniciado en el pontificado de Marcelo,que pensaba que los lapsis podían volver a la Iglesia, pero después de someterse a penitencia. Eusebio siguió la política de su predecesor que, en términos generales, es la que había seguido la Iglesia en estos casos: como se consideraba que a los apóstatas no se les podía mantener para siempre sin la comunión con la Iglesia se decidió permitirles volver a la comunidad cristiana, pero no de forma inmediata. Para redimirse y corregir sus actos pasados, teniendo en cuenta que la apostasía se consideraba un acto muy grave, los apóstatas debían realizar una penitencia acorde con la gravedad del acto. Esta posición contó con la oposición frontal de Heracli y tan pronto como Eusebio fue elegido obispo, estalló un nuevo enfrentamiento entre las facciones que perturbó el orden público de la ciudad de Roma, algo que deja entrever que los apóstatas debían ser un numeroso grupo de personas capaz de ejercer presiones y provocar disturbios.

### Otras aportaciones
Por otra parte, existen algunos elementos dispersos del pontificado mencionados en el Liber Pontificalis. La obra dice que Eusebio descubrió algunos herejes en Roma, pero que los reconcilió con la Iglesia por el rito de la imposición de manos, algo que resulta verosímil en tanto que es una fórmula ritual ya empleada en aquella época. Además, se le atribuyen cinco decretales, incluidas en las colecciones canónicas, y tres cartas, que son falsas pero interesantes para la disciplina eclesiástica y el derecho canónico. En una de las cartas se dirige a los obispos de la Galia, y dice que los herejes o apóstatas que vuelven a la Iglesia sólo deben recibir la imposición de las manos por parte del obispo, lo que significa que atribuir este rito a Eusebio era algo recurrente. En la misma carta también se menciona la prohibición a los laicos de acusar a los sacerdotes. La misma tesis se repite en la tercera carta.
Se ha afirmado tradicionalmente que durante su pontificado la emperatriz Helena de Constantinopla, madre de Constantino el Grande, durante un viaje de peregrinación a Tierra Santa encontró la Vera Cruz en el mismo lugar donde se había producido la crucifixión de Jesús en Jerusalén. Sin embargo, las fechas que se mencionan del supuesto hallazgo, que se producen durante el reinado de Constantino, no coinciden con el pontificado de Eusebio, que muere antes de reinar este emperador, y, probablemente, su nombre sustituyó al de Eusebio, obispo de Nicomedia y Constantinopla. Sin embargo, el relato de hallazgo ha sido puesto en duda, y tampoco es mencionado por Eusebio de Cesarea en su obra, aunque era una persona cercana al emperador Constantino y su madre. De hecho, los primeros en mencionar este hallazgo son san Ambrosio y san Juan Crisóstomo, a finales de siglo IV e inicio del siglo V. Cuando se descubrió que el período de pontificado de Eusebio no coincidía con el hallazgo de la cruz por la emperatriz y ni siquiera con el reinado de Constantino, fue cambiado por el papa Silvestre I.

### Exilio y muerte
Tal y como lo expresa el papa Dámaso, los disturbios derivados de la controversia de los lapsis causaron una gran conmoción en Roma y discordia en el seno de la Iglesia y, en consecuencia, como represalia, el emperador Majencio hizo exiliar primeramente a Heraclio a un lugar que se desconoce y, posteriormente exilió a Eusebio en Siracusa, en Sicilia.Se considera que Eusebio murió allí al cabo de poco tiempo, supuestamente el 17 de agosto. Parece que aunque Majencio estaba a favor de los cristianos actuó conforme a pacificar la ciudad de Roma, pero las divisiones internas de la iglesia romana no se acabaron con el exilio de ambos oponentes, porque el cargo de obispo se mantuvo en su vacante más o menos unos tres años, hasta la elección de Melquíades el 2 de julio de 311.

#### Tumba

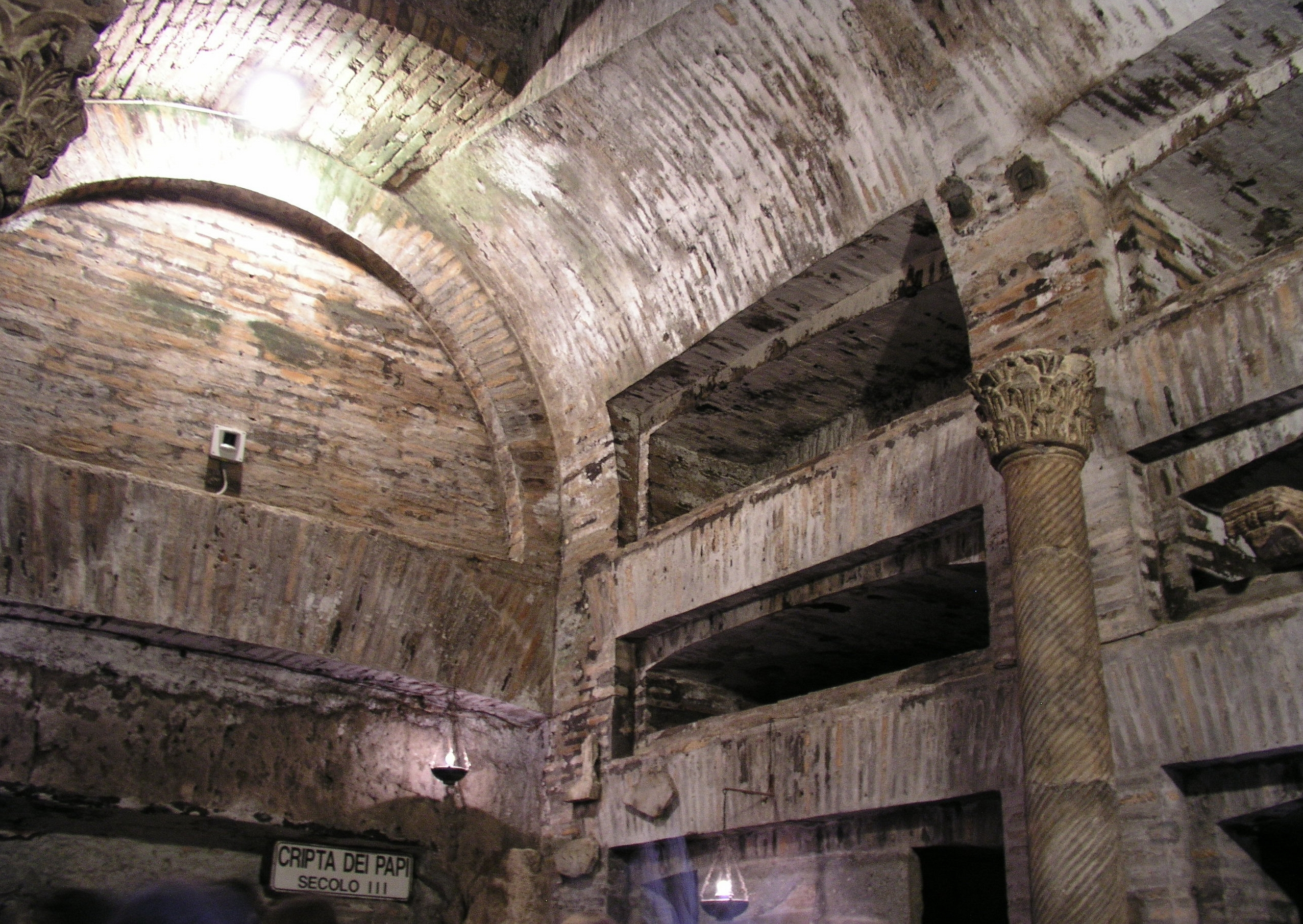
La cripta de los papas de las catacumbas de San Calixto fue donde Eusebio fue enterrado al trasladar sus restos a Roma. Su cubiculum estaba separado y fue lugar de peregrinación, probablemente hasta el.

Posteriormente, los restos de Eusebio fueron trasladados de nuevo a Roma desde Sicilia por orden del nuevo obispo Melquíades hacia el 311. Según el derecho romano estaba prohibido trasladar los restos de un muerto, por tanto, esta tarea se debió llevar a cabo después de la victoria de Constantino, o bien Majencio permitió su traslado. Los restos fueron enterrados en un cubiculum, una cripta especial, de las catacumbas de San Calixto, en la vía Apia, el 26 de septiembre, según la obra Depositio Episcoporum de 354, y el Catálogo Feliciano.
Su tumba, de hecho, está casi conectada directamente al exterior, y por su situación, está opuesta a la del papa Cayo. Erigido como monumento de peregrinación por el papa Dámaso I en la segunda mitad del siglo IV, el conjunto consta de varias salas, la mayor probablemente para acoger a los peregrinos. Por otra parte, la tumba estaba ricamente decorada, bordeada con mármol y formada por tres arcosolios, con un nicho decorado con mosaico en estuco cada uno, un elemento decorativo que no suele aparecer en esta catacumba. En uno de los nichos debía estar la inscripción de Damas anteriormente mencionada que explica el pontificado de Eusebio. En la misma sala se enterrará posteriormente un obispo africano, Optat de Vesceter, ciudad de la Mauritania Sitifense, durante la persecución de Genserico en el 439. La tumba fue probablemente víctima de las destrucciones de los pueblos germánicos en el siglo VI. Autores antiguos (como Ottavio Panciroli) dicen que en la Iglesia de San Sebastián de Roma, conectada con la catacumba de Calixto, se veneran en Eusebio y en Eutiquiano. Fuentes españolas del siglo XVIIafirman que el cuerpo de Eusebio fue llevado a España, mientras que las romanas (como Piazza) afirman que se mantuvieron en las iglesias de San Sebastián y en la de San Lorenzo in Panisperna, donde en esta última se conservan algunas reliquias. 
Los detalles de su pontificado se pueden deducir del epitafio de ocho hexámetros compuesto por el papa Dámaso I para su tumba. 

«EL OBISPO DÁMASO HIZO - Heraclio no quería que los Lapsi hicieran penitencia por sus pecados. Eusebio enseñó a los pobres a llorar sus pecados. Los fieles se dividen en parte con el crecimiento de la pasión. Rebeliones, matanzas, guerras, discordias, querellas. De repente, ambos son expulsados por el feroz tirano [Maxentius], aunque el Papa mantuvo intactos los lazos de paz. Lieto sufrió el destierro por juicio del Señor, y dejó el mundo y la vida en las costas de Sicilia. A EUSEBIO OBISPO Y MARTIR»
Epitafio de su tumba.

## Veneración
Es venerado como santo con la condición de mártir. Dámaso le otorgó el título de obispo y mártir en el epitafio de la tumba de Eusebio, pero no es recordado como tal por los calendarios antiguos, aunque si le dieron la festividad del 26 de septiembre, que ha sido su festividad tradicional. El Martyrologium Hieronymianum simplemente dice «Romae sancti Eusebii papae». No se considera un verdadero mártir, porque no murió de forma violenta, pero se le da el mérito que sufrió a causa de su exilio y la defensa de la disciplina eclesiástica. Posteriormente su fiesta se trasladó el 17 de agosto; día en que fue deportado. 
Martyrologium Hieronymianum:

En Sicilia, muerte de san Eusebio, papa, valeroso testigo de Cristo, que fue deportado por el emperador Majencio a esa isla, donde dejó la patria terrena para merecer la patria celestial. Trasladado su cuerpo a Roma, fue enterrado en el cementerio de Calixto (310).